# Albion (Illinois)
Albion ist eine Kleinstadt und Verwaltungssitz des Edwards County im Südosten des US-amerikanischen Bundesstaates Illinois. Die Stadt wurde nach einem alten und poetischen Namen für England „Albion“ genannt. Das U.S. Census Bureau hat bei der Volkszählung 2020 eine Einwohnerzahl von 1.971 ermittelt.

## Geografie
Albion liegt auf 38°22'38" nördlicher Breite und 88°03'40" westlicher Länge und erstreckt sich über 5,7 km², die sich auf 5,5 km² Land- und 0,2 km² Wasserfläche aufteilen.
Albion liegt 15,9 Kilometer nordwestlich von Grayville, wo der Wabash River die Grenze zwischen Illinois und Indiana bildet.
In Albion kreuzen sich die in Ost-West-Richtung verlaufende Illinois State Route 15 und die von Nord nach Süd führende Illinois State Route 130. 18,4 Kilometer südsüdwestlich von Albion verläuft die Interstate 64, die die kürzeste Verbindung von St. Louis in Missouri (209 Kilometer westlich) nach Louisville in Kentucky (227 Kilometer östlich) darstellt.
Durch Albion führt auch eine Bahnlinie der CSX Transportation von St. Louis nach Cincinnati in Ohio.

## Geschichte
Albion wurde nach dem Britisch-Amerikanischen Krieg (1812–1815) von einer Gruppe von Engländern unter Führung von George Flower gegründet, der 1816 nach Nordamerika kam. Flower wollte gemeinsam mit Morris Birkbeck, einem Quäker, Landwirt und Radikalen, der ebenfalls aus England kam, den Westen erkunden, um eine Kolonie für ihre Landsleute zu gründen. Nach einer langen Reise durch Ohio, Indiana und das Illinois-Territorium beschlossen sie, in Illinois ihre Kolonie zu gründen. Sie organisierten den Kauf von 26.400 Morgen Land im südlichen „Illinois-Territorium“, um Albion zu gründen, und ermutigten Siedler aus England, sich ihnen anzuschließen. Sie holten über 200 Siedler aus England, ein Kapital von 100.000 Pfund, geeignete landwirtschaftliche Geräte und einen gut durchdachten Viehbestand in die Gegend. Die Siedlung wurde bald als English Settlement bekannt.
Diese Gründung wurde von den alteingesessenen amerikanischen Siedlern des Edward County, die oft Kriegsveteranen waren, argwöhnisch beobachtet. Im Jahre 1824 wurde der Verwaltungssitz des Edwards County von Palmyra nach Albion verlegt. Die Bewohner von Mount Carmel wollten die Countyverwaltung lieber dort haben. Die Situation entspannte sich erst, als das Wabash County und das Edwards County getrennt wurden. Die beiden Countys gehören seither zu den kleinsten in Illinois.
Die Gemeinde hat eine merkwürdige Verbindung zu England und zum Brauen. Unter den Siedlern war George Flowers Vater Richard Flower, ein erfahrener Bierbrauer (der seinem Sohn irgendwann beibrachte, wie man die damals beliebten Biersorten herstellt, darunter London Porter). Er kam mit allen seinen Kindern über den Atlantik. Die Siedlung hatte für die damalige Zeit ein radikales Ethos und war vehement gegen die Sklaverei. Entflohene Sklaven aus Kentucky ließen sich in Albion nieder, ermutigt von den Flowers und anderen Gemeindeleitern. Diese ehemals versklavten Menschen waren jedoch immer in Gefahr, von Kopfgeldjägern eingefangen zu werden, die sie für schnelles Geld zurück in die Sklaverei bringen wollten. Um 1823–1824 entführte eine solche Bande von acht bis zehn Personen eine Gruppe freier afroamerikanischer Einwohner von Albion und machte sich auf den Weg nach Süden. Sie wurden von einer empörten, bewaffneten Gruppe verfolgt, die von Richard Flowers jüngstem Sohn Edward Fordham Flower angeführt wurde. Er war erst 18 Jahre alt, doch es gelang ihm, die Bande „mit der Mündung des Gewehrs“ festzunehmen, seine schwarzen Mitbürger zu befreien und die Entführer vor Gericht zu bringen. Kumpane oder „Geschäftspartner“ der ursprünglichen Entführer planten, den jungen Flower oder seinen Vater aus Rache zu töten. Einigen Zeitungsberichten zufolge wurde ein Cousin und Namensvetter irrtümlicherweise für Edwards Vater gehalten und bei einem im Voraus geplanten Streit und Kampf getötet. Bei einem anderen Vorfall wurde eine Kugel durch ein Fenster in Richards Haus abgefeuert und zerschlug einen Spiegel über seinem Kopf. Die Familie beschloss, dass der einzig sichere Plan für Edward darin bestand, das Land zu verlassen.
Als Edward Flower nach 1825 nach England zurückkehrte, beschloss er, das Familienunternehmen fortzuführen, und nach einem schwierigen Start wurde Flower’s Brewery in Stratford upon Avon zu einer der berühmtesten Brauereien Englands, die als eigenständiges Unternehmen bis in die 1950er Jahre und als Marke bis heute überlebt hat. Dennoch hing Edward an Illinois, ärgerte sich über seinen erzwungenen Weggang und vermisste sein Leben in Amerika mit seiner Familie. Er dachte häufig über eine Rückkehr nach. Während des Sezessionskriegs (1861–1865) hielt Flower Reden auf Kundgebungen in Großbritannien und Irland gegen die Sklaverei und für die Union. Nach seiner Pensionierung im Jahr 1866, als der Krieg vorbei war, besuchte er mit seiner Frau Celina sechs Monate lang die USA.

## Demografische Daten
Bei der Volkszählung im Jahre 2000 wurde eine Einwohnerzahl von 1.933 ermittelt. Diese verteilten sich auf 861 Haushalte in 538 Familien. Die Bevölkerungsdichte lag bei 352,8/km². Es gab 960 Wohngebäude, was einer Bebauungsdichte von 175,2/km² entsprach.
Die Bevölkerung bestand im Jahre 2000 aus 98,7 % Weißen, 0,2 % Afroamerikanern, 0,1 % Indianern, 0,6 % Asiaten und 0,2 % anderen. 0,3 % gaben an, von mindestens zwei dieser Gruppen abzustammen. 0,6 % der Bevölkerung bestand aus Hispanics, die verschiedenen der genannten Gruppen angehörten.
22,6 % waren unter 18 Jahren, 7,3 % zwischen 18 und 24, 24,0 % von 25 bis 44, 22,8 % von 45 bis 64 und 24,3 % 65 und älter. Das durchschnittliche Alter lag bei 43 Jahren. Auf 100 Frauen kamen statistisch 83,7 Männer, bei den über 18-Jährigen 80,3.
Das durchschnittliche Einkommen pro Haushalt betrug $29.476, das durchschnittliche Familieneinkommen $36.917. Das Pro-Kopf-Einkommen belief sich auf $14.747. Rund 8,6 % der Familien und 12,2 % der Gesamtbevölkerung lagen mit ihrem Einkommen unter der Armutsgrenze.

## Bekannte Bewohner
- Louis Emmerson (1863–1941) – 29. Gouverneur von Illinois, geboren in Albion
- Harold A. Garman (1918–1992) – Militärarzt und Träger der Medal of Honor, Teilnehmer des Zweiten Weltkrieges, geboren in Albion
- Guy U. Hardy (1872–1947) – Abgeordneter des Repräsentantenhaus der Vereinigten Staaten, besuchte in Albion die Schule
- William Pickering (1798–1873) – 5. Gouverneur des Washington-Territoriums, lebte 1820–1821 in Albion